# Eleuteria (imię)
Eleuteria, Elefteria, Eleutera, Elefteris – imię żeńskie pochodzenia greckiego. Wywodzi się od gr. ἐλευθερία, oznaczającego „wolna, niezależna”.
Męskie odpowiedniki: Eleutery, Eleuteriusz.
Eleuteria imieniny obchodzi 20 lutego, 18 kwietnia, 26 maja, 16 sierpnia, 6 września, 2 października i 10 października.
Imię pozostaje w użyciu w Grecji, gdzie według szacunkowych danych nosi je 45 774 osoby.
W Polsce w 1994 zanotowano: Elefteris: 1 kobieta, Elefteria: 12 kobiet, Eleutria: 1 kobieta, Eleutera: 1 kobieta. w styczniu 2025 roku, według publicznie dostępnych danych rejestru PESEL dotyczących osób żyjących, imię w formie Eleuteria nie występowało, zaś w formie Elefteria nosiło je 12 osób. W latach 90. XX wieku, do roku 1994, imię Elefteria otrzymała jedna kobieta.

## Kobiety o imieniu Eleuteria/Elefteria
- Elefteria Arwanitaki – grecka piosenkarka,
- Elefteria Elefteriu – cypryjska piosenkarka.